# Urang Timur
Urang Timur (Ureng Temur) fou un cap mongol fill de Tuka Timur. Probablement és el mateix personatge esmentat com a Uz Timur.
Segons Bohucs, Urang Timur va ajudar a Mongke Temur (Mangu Timur), que havia pujat al tron el 1267, en una guerra contra els yazigis de Lituània, i en agraïment va rebre terres en feu a Crimea, a Feodòssia i Krim, i probablement Majar. Abu l-Ghazi Khan diu que Majar, Krim i Kaffa foren assignats per Mangu Timur a Ureng, fill de Tuka Timur, i cal suposar que Majar va seguir dominava pels seus descendents. Urang Timur fou probablement qui va concedir el dret d'establiment a Feodòssia als genovesos.
Va deixar diversos fills un dels quals portava el nom de Saridja o Saricha (Abu l-Ghazi Khan l'esmenta com a Saricha Kunchak Oghlan, però Raixid al-Din diu que Kunchak era fill de Saricha). Howorth l'identifica amb el Saraichuk al qual el 1333 Uzbeg Khan va enviar a cridar als prínceps russos, cosa dubtosa, ja que si el pare va morir vers el 1267 o poc després, Saricha el 1333 tindria no menys de 65 anys. També diu que podria ser el Sarai Kutlugh que va dirigir un exèrcit en la campanya de Janibeg contra els il-kànides el 1318-1319 on s'esmenta que era el germà de Kutlugh Timur.